# Ми з Вулканом (фільм)
«Ми з Вулканом» (рос. «Мы с Вулканом») — білоруський радянський художній фільм 1969 року режисера Валентина Перова за твором дитячого письменника Юрія Яковлєва.

## Сюжет
Хлопчик врятував цуценя від хуліганів і виховав з нього прикордонного собаку.

## У ролях
- Віталій Беляков
- Людмила Купина
- Віктор Тарасов
- Євген Буренков
- Валентина Березуцька
- Юрій Медведєв
- Галина Рогачова
- Єлизавета Уварова

## Творча група
- Сценарій: Юрій Яковлєв
- Режисер: Валентин Перов
- Оператор: Ігор Ремішевський
- Композитор: Генріх Вагнер